# Bandera de Gimenells i el Pla de la Font

## Descripció
Bandera apaïsada, de proporcions dos d'alt per tres de llarg, groga, amb el segon terç vertical blau clar i un disc de diàmetre 5/27 de la llargària del drap, faixat de tres peces blanques i tres de blau clar, centrat a cadascun dels terços grocs.

## Història
Es va publicar en el DOGC el 27 d'octubre del 1998.